# Tropidion fairmairei
Tropidion fairmairei là một loài bọ cánh cứng trong họ Cerambycidae.